# Twierdzenie Jamesa
Twierdzenie Jamesa – twierdzenie udowodnione przez Roberta C. Jamesa, które charakteryzuje przestrzenie refleksywne:
Przestrzeń Banacha X jest refleksywna wtedy i tylko wtedy, gdy każdy ciągły funkcjonał liniowy f na X osiąga swoją normę na kuli jednostkowej, tj. wtedy, gdy istnieje element x ∈ X, ||x|| ≤ 1 o tej własności, że f(x) = ||f||. Ogólniej, słabo domknięty podzbiór B przestrzeni Banacha X jest słabo zwarty wtedy i tylko wtedy, gdy każdy ciągły funkcjonał liniowy na B osiąga swoją normę na pewnym elemencie ze zbioru B.
Założenia zupełności przestrzeni X w powyższym twierdzeniu nie można pominąć .